# Ambatoharanana (Vavatenina)
Ambatoharanana è una città e comune del Madagascar situata nel distretto di Vavatenina, regione di Analanjirofo. 
La popolazione del comune rilevata nel 2001 era pari a 15 312 unità.